# Punta Pardelas
La punta Pardelas es una punta ubicada en el golfo Nuevo de la península Valdés y a muy pocos kilómetros de Puerto Pirámides. En la zona se permite el buceo deportivo y es frecuentada por aficionados a la pesca y a la pesca submarina especialmente en los meses de verano. Sobre el lado este de la punta existe una playa habitualmente denominada con el mismo nombre y en la que se permite acampar.

A fines de enero de 1957 se lleva a cabo en este lugar el primer Campeonato Argentino de actividades subacuáticas y partir de allí se comienza a posicionar el deporte en la zona.

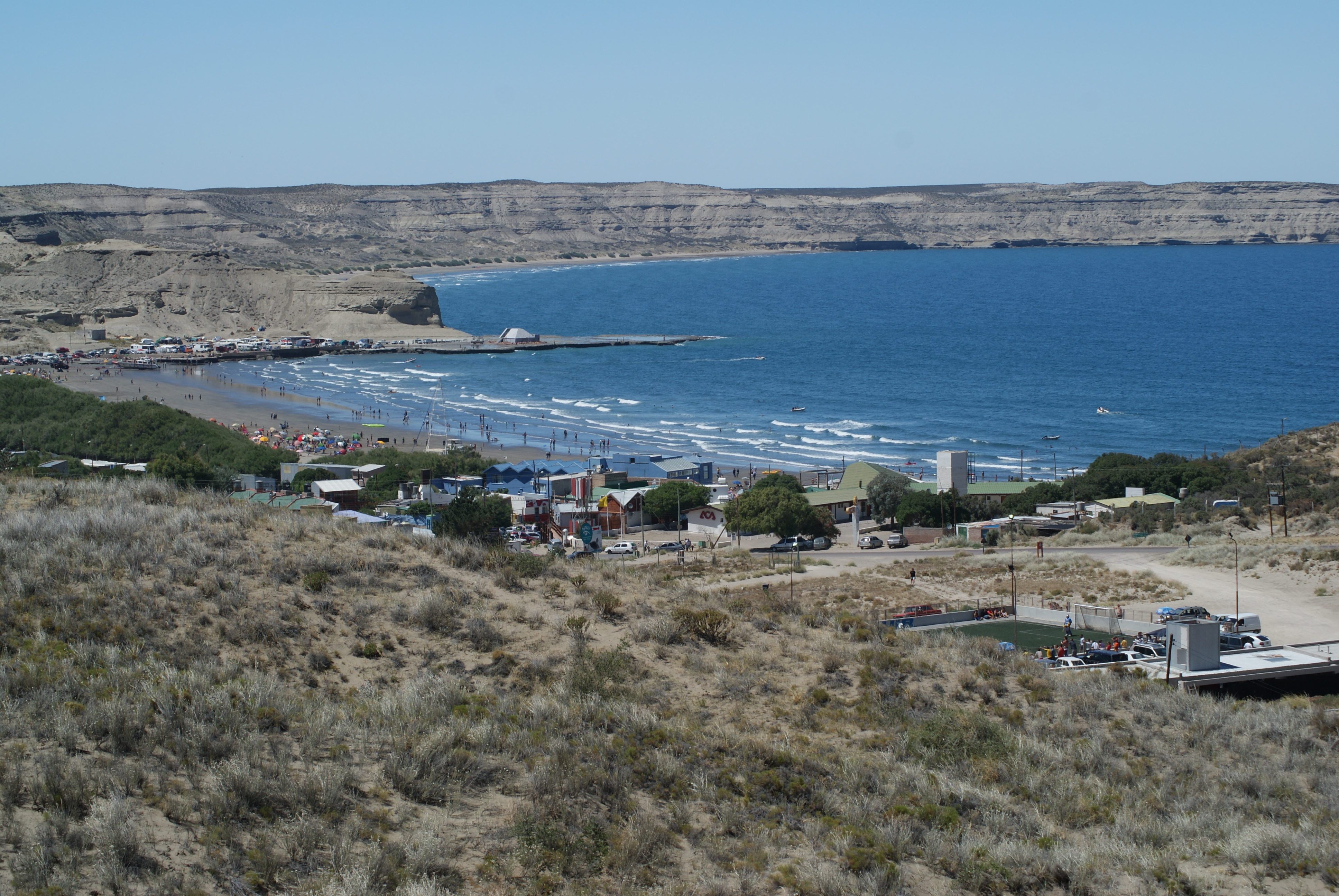
Vista de las playas de las puntas rodeadas por un extenso médano.
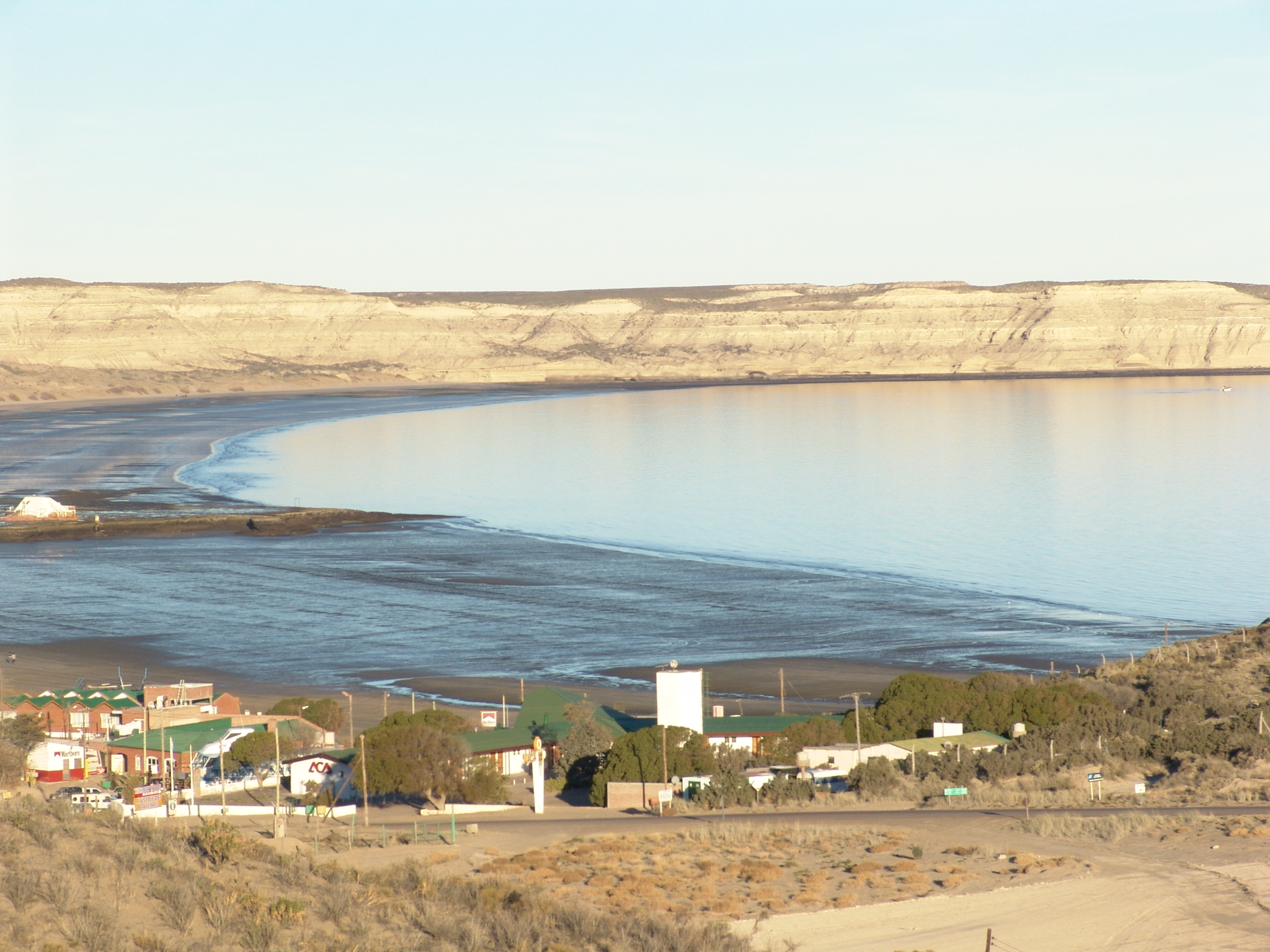
Vista de la bahía que forma junto a Punta Pirámides.
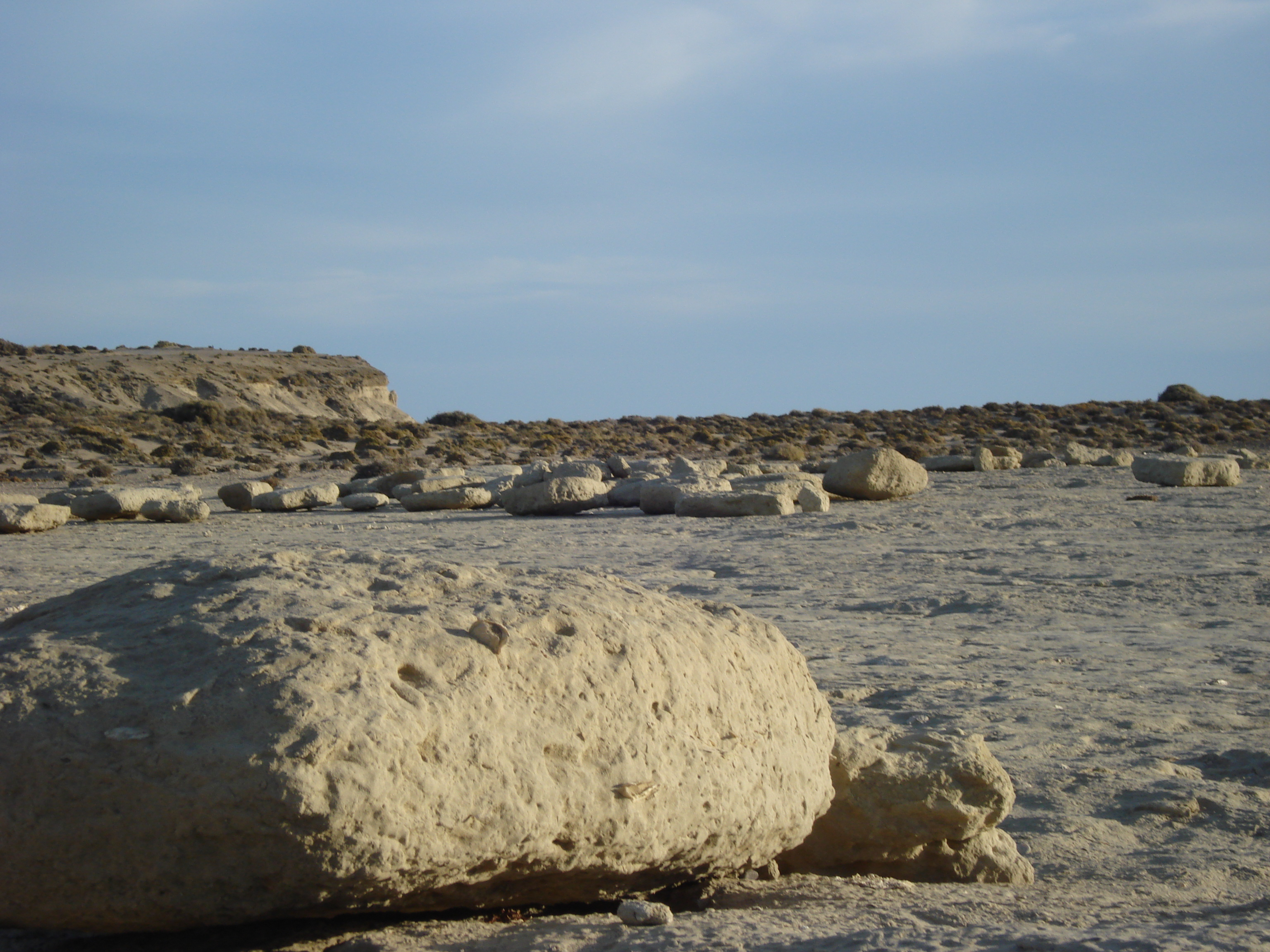
Rocas en la playa de punta Pardelas.